# Anelaphus badius
Anelaphus badius är en skalbaggsart som beskrevs av Chemsak 1991. Anelaphus badius ingår i släktet Anelaphus och familjen långhorningar. Inga underarter finns listade i Catalogue of Life.